# Jim Collins
Jim Collins est un auteur et consultant américain, spécialisé dans la croissance des entreprises. Anciennement professeur à l'université Stanford, il collabore de manière récurrente avec des magazines tels que Fortune, Business Week ou encore la Harvard Business Review. Son plus grand succès de librairie est How The Mighty Fall, qui relate les cinq étapes qui peuvent précéder la chute de grandes entreprises. Ce livre a été traduit dans 32 langues différentes et s'est vendu à plus de 2,5 millions d'exemplaires à travers le monde depuis sa parution en 2009.

## Travaux
Collins a écrit et co-écrit six livres basés sur ses recherches, incluant le best-seller Built to Last: Successful Habits of Visionary Companies. Son livre le plus récent[Quand ?] est Great By Choice. Avant cela il a écrit How the Mighty Fall: And Why Some Companies Never Give In qui détaille les cinq étapes qui peuvent précéder la chute de grandes entreprises. Good to Great, son précédent livre, sur les facteurs communs à ces quelques entreprises à maintenir un succès remarquable pendant une période substantielle, a été pendant une longue période sur les listes des best-sellers du New York Times, du Wall Street Journal et de Business Week. Il s'est vendu à plus de 2.5 millions d'exemplaires et a été traduit dans plus de 32 langues.
Collins contribue fréquemment au Harvard Business Review, Business Week, Fortune et d'autres publications.

### BHAG
Dans son ouvrage Built to Last: Successful Habits of Visionary Companies, Collins créa le concept du BHAG (Big Hairy and Audacious Goal ou but hautement audacieux et grandiose) qui désigne un objectif difficile à atteindre et jugé très ambitieux. Le BHAG est un élément clé pour maximiser le plein potentiel d'une entreprise, avec un but précis très ambitieux qui va mobiliser les employés. L'entreprise Starbucks a travaillé pendant six mois, avec l'aide de Collins, afin de réfléchir à son BHAG, qui est de devenir la marque la plus connue au monde devant Coca-Cola.

### Les 5 niveaux du leadership
Jim Collins aborde souvent dans ses écrits les 5 niveaux de leadership. Cela fait référence en partie au sommet d'une pyramide hiérarchique composé de cinq niveaux qui caractérisent le leadership couramment présent dans ses livres.

### Test Pilot
Collins a republié une autobiographie appelé Test Pilot (Doubleday, Doran & Co., 1935), écrit par son grand-père Jimmy Collins, de qui il tient son prénom. Jimmy Collins était le chef des pilotes d'essais pour la compagnie militaire d'aircraft Grumman  durant les années 1930. Cet ouvrage inspira le réalisateur Victor Fleming dans son film homonyme, dans lequel jouent notamment Clark Gable, Myrna Loy et Spencer Tracy. Jimmy Collins meurt dans un crash d'avion en testant le F3 biplane, en prédisant et décrivant les circonstances de sa mort avant que cela ne se produise. Jim a avoué s'être inspiré de la personnalité de son grand-père pour théoriser son concept de leadership de niveau 5 .